# Antonio Daglio
Antonio Daglio fue un actor cómico y director de cine y teatro uruguayo radicado en Argentina.

## Carrera
Antonio Daglio fue un intérprete que se destacó en el escenario argentino en las primeras décadas del siglo XXI.
En teatro integra la famosa Compañía José Podestá y Luis Vittone, en la que además figuraban Salvador Rosich, Segundo Pomar y Alberto Ballerini. En 1919 forma junto a los actores Carlos Morganti y Antonio Petray una compañía con la que presentaron varias obras de Roberto Cayol y Claudio Martínez Paiva. Luego forma su propia compañía nacional en la década del '20 donde se formaron bataclanas como Tita Merello, Chola Duby y Alma Bambú y el actor y poeta Horacio Ferrer. También formó otras compañías como Daglio- Lozzi, Daglio- Bouhieur y Meurey-Daglio. Fue junto a Pedro Gialdroni, uno de los cómicos uruguayos más populares en esa época.
En cine se destacó en dos películas:  Ya tiene comisario el pueblo (1936) protagonizada por Paquito Busto, Agustín Irusta, Aída Sportelli y Leonor Rinaldi. Y Besos brujos (1937), dirigido por  José Agustín Ferreyra, junto a Libertad Lamarque y Florén Delbene.

## Filmografía
- 1936: Ya tiene comisario el pueblo.
- 1937: Besos brujos.

## Teatro
- 1910: Historia gaucha.
- 1910: Todo por ellas.
- 1910: Las romerías.
- 1910: Pavesi.
- 1910: Don Costa, fraile.
- 1910: El presidiario.
- 1910: El final de una tragedia.
- 1910: Alma sajona.
- 1910: La última carta.
- 1910: El centenario.
- 1910: La vida inútil.
- 1910: 1810.
- 1910: El circo.
- 1910: Eclipse de sol.
- 1910: Cerisette .
- 1910: Boletos de recreo.
- 1910: El sitio de Buenos Aires.
- 1910: A la luz de la luna.
- 1910: La viuda loca.
- 1910: Derecho de amor.
- 1910: Después de misa.
- 1910: El sueño de un niño.
- 1910: Las condenadas.
- 1910: Tierra virgen.
- 1910: Flores frescas.
- 1910: Canto triste.
- 1910: Las entrenadas.
- 1910: En el barrio de las ranas.
- 1910: La sombra del presidio.
- 1910: Vivir de arriba.
- 1910: Los herederos.
- 1910: Ranera.
- 1910: Un robo.
- 1910: La risotada.
- 1910: Al truco.
- 1910: La seca.
- 1910: El indio.
- 1919: La ciudad incrédula.
- 1919: Las margaritas.
- 1921: Quítame allá esas pajas, con Enrique Muiño.
- 1922: Faca, taitas y milongas, con  Bouhieur, Ignacio Corsini y Marcos Caplán.
- 1933: Don Chicho, sainete de Alberto Novión, con Emilia Volpe.
- 1937: Esto... lo hizo Dios, junto a la actriz española Laura Hernández.
- ?: Aquí viene la alegría
- ?: Caras bonitas